# Natalija Kanjuh
Natalija Kanjuh (Gospođinci, 1950 - Rumenka, 2024), pesnikinja i prevoditeljka za rusinski jezik. Pisala je i knjige za decu, a među njenim prevodima na rusinski jezik je Grobnica za Borisa Davidoviča, Danila Kiša.
Dobitnica je međunarodne nagrade za najbolju knjigu na rusinskom jeziku „Aleksandar Duhnovič“, za 2011. godinu.

## Obrazovanje i karijera
Osnovnu i srednju školu je završila u Šidu, a u Novom Sadu je diplomirala na Filozofskom fakultetu, na odseku za jugoslovensku književnost.
U Pokrajinskoj zajednici za penzijsko i invalidsko osiguranje, zdravstvo i socijalnu zaštitu radila je kao prevoditeljka za rusinski jezik. Prevoditeljski posao je obavljala i u Pokrajinskom sekretarijatu za obrazovanje, propise, upravu i nacionalne manjine – zajednice.
Takođe je radila kao urednica Literarne reči, priloga za književnost u javnom glasilu na rusinskom jeziku Ruske slovo.

## Književnost i prevodilački rad
Natalija Kanjuh, skupa sa naraštajem stvaralaca na rusinskom jezku, među kojima su i Natalija Dudaš, Ahneta Bučko Paparhaji, Irina Hardi Kovačević, Marija Jakim, spada u one koji „… su uspeli da suprotstave tradiciji književnom složenošću, a originalnosti polifunkcionalnošću, ali su odbili da unište tradiciju…“
Poetski izraz Natalije Kanjuh odlikuje „raskošnost jezika“ koja je, prema oceni pesnikinje Natalije Dudaš, pri tome i : „… sažetog izraza i duboke refleksije. Rusinski kritičari, koji su odavno prepoznali refleksivnost tih stihova, visoko cene njenu prelepo uglačanu poeziju.“

## Spisak radova

### Poezija
- Виривок (Segment), Ruske slovo, 1987.
- Дом мур брудна рика мост (Dom zid prljava reka most), Ruske slovo, 2006.

### Dramski tekstovi za decu
- Як принц лєцeл ґу принцeзи (Kako je princ leteo ka princezi)
- Бушан [6]

### Prevodi (izbor)
- Kripta za Borisa Davidoviča (Grobnica za Borisa Davidovča, D. Kiš), Novi Sad : Ruske slovo, 1988.
- Belavi topolʹnyk (Kek nyarfas, Jannos Herceg /Plava topola, Janoš Herceg), Novi Sad : Ruske slovo, 1985.

## Nagrade
- Dvostruka dobitnica godišnje nagrade časopisa „Švetlosc“ („Svetlost“) za najbolje književno ostvarenje – 1985. i 2005. godine.[7][8]
- Dobitnica je međunarodne nagrade za najbolju knjigu na rusinskom jeziku „Aleksandar Duhnovič“, za 2011. godinu, za knjigu Дом мур брудна рика мост (Dom zid prljava reka most), izdatu 2006. godine.[9]

## Spoljašnje veze
- Poezija Natalije Kanjuh
- Poezija Natalije Kanjuh